# 대동아 전쟁

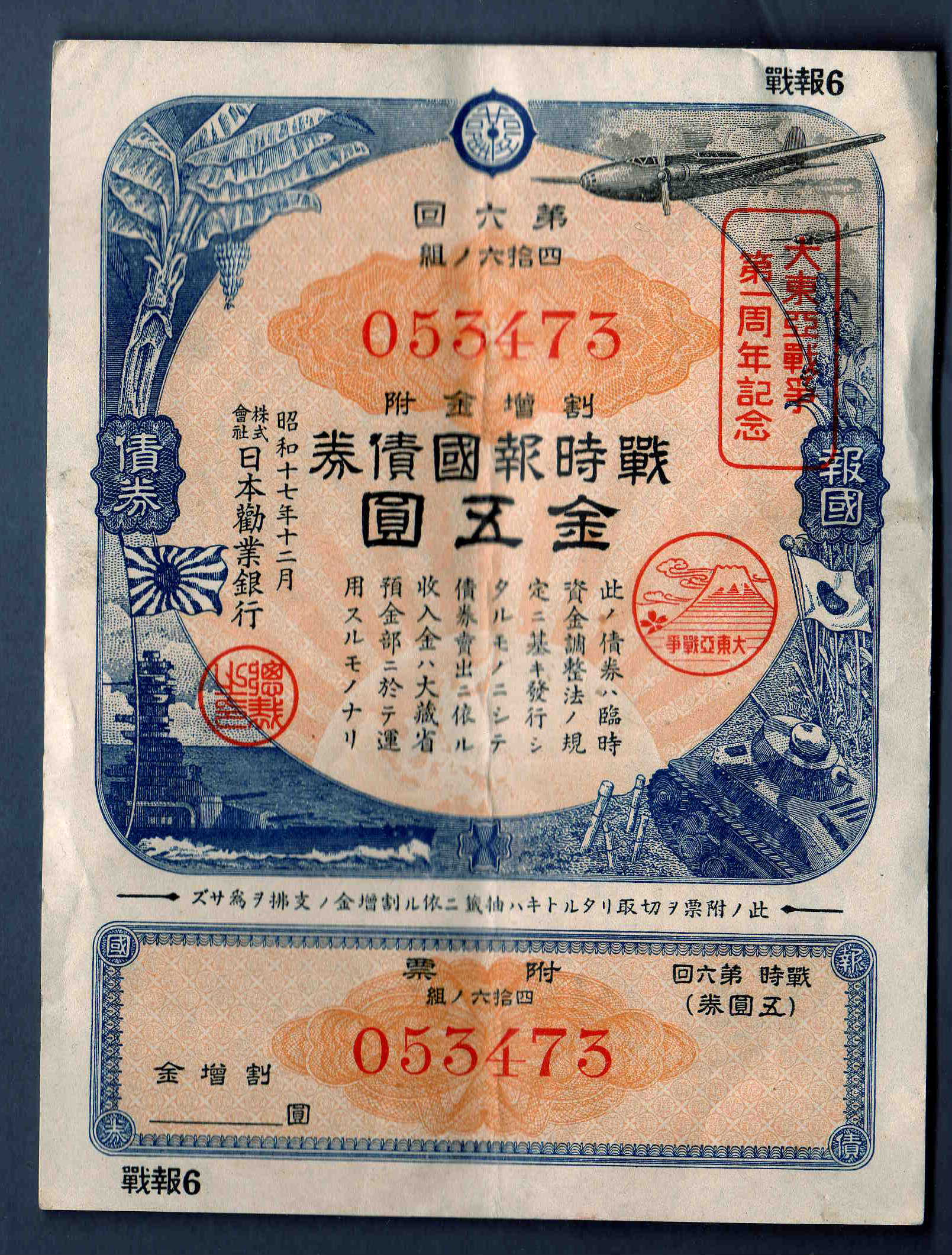
"대동아전쟁 제1주년 기념"으로 일본권업은행(현 미즈호은행)이 발매한 "전시보국채권"

대동아전쟁(일본어: 大東亜戦争 다이토아센소[*], 영어: Greater East Asian War)은 1941년 12월 8일에서 1945년 9월 2일까지 일본과 중화민국·미합중국·영국·프랑스·네덜란드 등 연합국이 모든 전선에서 치른 전쟁을 가리키는 일본 측 호칭이다.
개전에서 4일 후 1941년 12월 12일 당시 도조 내각이 "금차 대미영전은 지나사변까지 포함해 대동아전쟁으로 호칭한다"고 각의결정했다. 이 대동아전쟁의 목적은 제2차 고노에 내각 이후 일본이 기치로서 내건 대동아공영권 건설이었다.
전후 연합국군 최고사령관 총사령부(GHQ) 점령하 일본에서 사용이 금지되었으며, "제2차 세계대전 가운데 태평양에서의 싸움"을 그 본래의 의미로 삼던 "태평양전쟁(Pacific War)"으로 강제적 개칭이 이루어졌다. 1952년 샌프란시스코 강화조약 시행 이후 연합국군 점령을 벗어난 일본에서는 금지 조치의 효과는 없어졌으나 일반적으로 "태평양전쟁"을 많이 쓴다. 일본 정부는 2006년, 2007년 정부견해에서 "대동아전쟁" 용어를 "태평양전쟁"과 더불어 정의에 관해 법령상 근거는 없다고 했다. 기본적으로 "대동아전쟁"은 쓰이지 않고 있으나, 《전사총서》 따위 정부편찬물에서는 맥락에 따라 사용되기도 한다.

## 호칭의 형성 과정

### 의논 및 발표
1937년 7월 7일 노구교 사건을 발단으로 북지사변이 발발했다. 제1차 고노에 내각은 〈북지파병에 관한 정부성명〉을 발표, 사건을 "북지사변(北支事変)"으로 명명하고 이번 사건은 중국측의 계획적 무력행사로서 일본은 이에 대항해 자위권을 행사함으로써 파병(즉 증원)하기로 했다고 했다. 동년 8월 제2차 상해사변 발발과 동시에 전선은 중지(중지나, 현 중국의 화중지방) 및 중국대륙 전토로 확대돼 전쟁의 명칭도 일화(日華)사변 혹은 일지(日支)사변으로 고쳐졌으며, 일본 대 중국 전면전쟁의 양상을 보였다. 9월 2일 북지사변은 정식명칭 지나사변으로 고쳐 부르게 되었다.
1938년 제1차 고노에 내각이 발표한 지나사변의 전쟁 목적을 발표한 동아신질서 성명에서 "대동아"라는 말은 아직 보이지 않으며, 1940년 7월 26일 제2차 고노에 내각에서 각의결정된 기본국책요강에서 비로소 "대동아" 명칭이 처음 쓰인 것으로 보인다. 정확히는 "일·만·지의 강고한 결합을 근간으로 삼는 대동아의 신질서를 건설함에 있어"라는 구절에서. 이어서 8월 1일 마쓰오카 요스케 외상이 "대동아공영권"이라는 용어를 처음으로 담화에 섞어 발표했다.
1941년 12월 8일 일본과 영미간 전쟁이 발발하기 이전 검토시기에서 발발 후까지의 기간에는 "대중전쟁", "대영미전쟁", "대영미란전쟁", "대영미란장전쟁" 등등 교전상대의 이름을 임의로 넣은 전쟁명이 사용되었다. 대란에 관해서는 1941년 12월 1일 어전회의에서 개전을 결정했었으나, 동월 8일 〈미국 및 영국에 대한 선전의 조서〉에서 선전포고 대상에서 제외되어 있었다. 1942년 1월 11일 대란전 개시 및 익일 선전포고하기까지 "대영미란전쟁" 같은 호칭은 없었다. 일본정부 및 군부에서는 이 전쟁을 정식으로 어떻게 호칭해야 하는가를 검토하기 시작했다.
12월 10일 대본영정부연락회의에서 〈금차 전쟁의 호칭 및 평전시의 분계시기에 관한 건〉을 결정, "지나사변까지 포함해 대동아전쟁으로 호칭한다"고 했다. 회의에서 해군은 "태평양전쟁", "대미영전쟁", 나아가 "흥아(興亜)전쟁" 따위 안을 냈다. 그러나 해군의 명칭안은 지나사변을 포함하지 않고, 소련과 전쟁이 발발하는 가능성을 고려하지 않은 부적절 명칭으로 낙선되었다. 그 결과 "대동아전쟁"이 채택되었다.
동월 12일 각의에서 〈금차 전쟁의 호칭 및 평전시의 분계시기 등에 부쳐〉가 각의결정되었다. 이 각의결정 제1항에 "금차 대미영전쟁 및 금후 정세의 추이에 동반해 일이 발생할 수 있으므로 전쟁은 지나사변까지 포함해 대동아전쟁으로 호칭한다"고 명기하며, 지나사변과 "대미영전쟁"을 포함한 전쟁호칭으로서 "대동아전쟁"이 공식 결정되었다. 또한 "평시, 전시의 분계시기는 쇼와 16년 12월 8일 오전 1시 30분으로 한다"고 했다.
동일 내각정부국은 "금차 대미영전은, 지나사변까지 포함해 대동아전쟁으로 호칭한다. 대동아전쟁으로 호칭함이란, 대동아신질서 건설을 목적으로 하는 전쟁임을 의미하며, 전쟁지역을 주로 대동아로 한정시키는 의미는 아니다"라고 발표, 전쟁목적은 아시아 제국에 뻗친 구미의 식민지 지배를 타도하는 데 있다고 규정했다.
12월 15일 차관회의에서 영미 중심의 어사인 "극동"을 일본인이 쓰는 짓은 불명예 지극(至極)하므로 공문서에서의 사용 금지를 합의했다.
정보국 발표는 1943년 11월 대동아회의에서 새삼 "재확인"되었다.

### 쇼와 18년 법률 제9호
1942년 1월 〈대동아전쟁의 호칭을 정함과 동시에 각 법률중 개정법률안〉을 제국회의에 제출했을 때 내각이 작성한 "설명기준"에서 대미영전쟁과 지나사변 뿐만 아니라 대란전, 대소련전 역시 대동아전쟁에 포함할 것을 확인하였다. 그 가운데 "금차 발발한 대미영전만을 지나사변과 구별하여 대동아전쟁으로 호칭하는 것은 아니된다" 하며 전년 12월 12일 각의결정에서는 "금차 대동아전쟁이라는 호칭을 사용할 경우에는 쇼와 16년 12월 8일 전의 지나사변까지 포함하는 것이라는 의미를 포함한다." 했다고 설명했다.
2월 17일 법률 제9호(대동아전쟁 호칭을 정함과 동시에 각 법률중 개정법률)가 각의결정, "칙명을 통해 따로 결정된 경우를 제외하고 각 법률 중 "지나사변"을 "대동아전쟁"으로 고친다"고 하며, 법률상에서도 "지나사변"의 호칭을 "대동아전쟁"으로 고쳤다.

### '대동아'의 범위

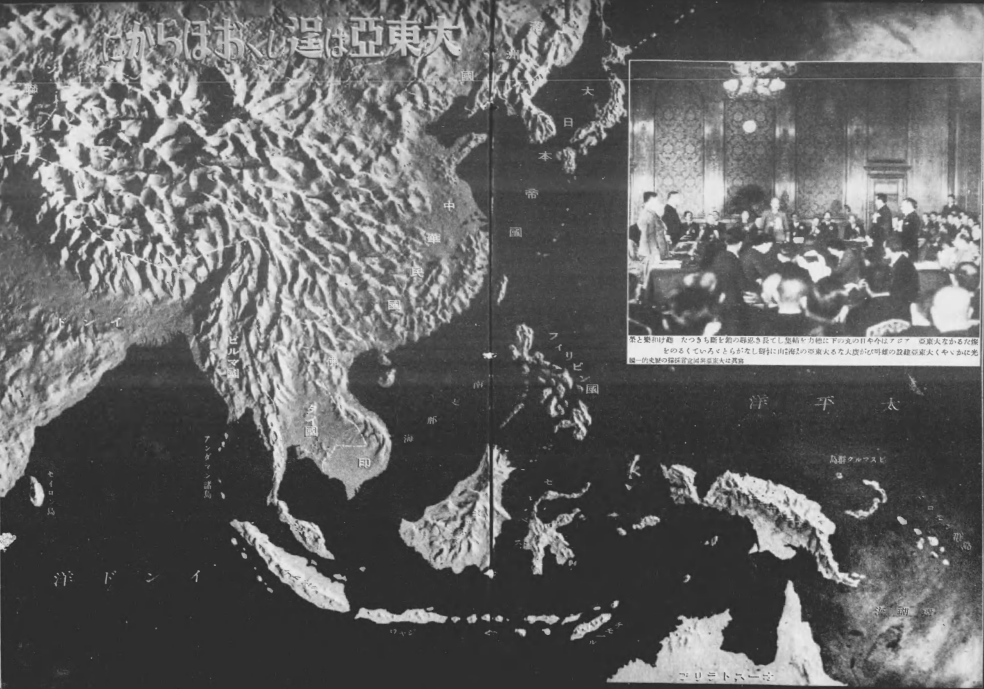
1943년경 제작된 대동아 지도

마쓰오카 요스케 수상은 대동아공영권은 "종래 동아신질서권 내지는 동아안정권으로 칭한 것과 동일"하다 했으며, 대일본제국·만주·중국에 더해 프랑스령 인도네시아, 네덜란드령 동인도를 포함한 범위라고 설명했다.
1942년 2월 28일 대본영정부연락회의에서 "제국 영도하에 신질서를 건설해야 할 대동아의 지역"을 결정, 대동아 지역을 "일·만·지 및 동경 90도에서 동경 180도까지 사이에 존재하는 남위 10도 이북의 남방 제지역, 기타 제지역에 관해서는 정세의 추이에 응해 결정한다"고 규정했다.
대본영참모를 지낸 세지마 류조는 "대동아 지역이란 대략 남으로 버마 이동(以東), 북으로 바이칼호 이동의 동아시아 대륙 및 대략 동경 180도 이서, 즉 마셜 군도 이남의 남태평양의 해역을 가리키는 것입니다. 인도, 호주는 포함되지 않습니다"라고 기록했다.

## 전후
1945년 8월의 포츠담 선언 수락 후에도 대동아 전쟁의 명칭은 잠시 사용되어 1945년 11월 24일에는 시데하라 기주로 내각이 '대동아 전쟁 조사위원회 관제'를 공포하였다.
그러나 1945년 12월 15일 연합군 최고사령부는 일본 정부에 대한 각서를 발표했다. 이 중 대동아 전쟁 등 신도 군국주의, 국가주의에 긴밀히 관련된 말의 사용을 공문에서 금지하라고 지령되어 있다. 이에 따라 정부 부내의 대동아 전쟁 조사위원회 등은 전쟁 조사위원회로 개칭하고 관련 법령의 대동아 전쟁도 모두 전쟁으로 대체했다.
또한 1945년 9월 10일에는 뉴스 배포에 대한 각서, 9월 19일에는 프레스 코드 (신문 약관)가 발표되어 언론에 대한 GHQ의 규제도 강화되었다.
12월 7일에는 아사히 신문이 태평양 전쟁이라는 용어를 처음 사용하였다.
1952년 4월 11일에 공포된 법률 제81호에 따라 GHQ의 대동아 전쟁 호칭 폐지 각서는 해지되었다.

### 호칭에 대한 논의
전후 일본은 개전시의 전쟁 목적의 불일치, GHQ의 정책, 역사 인식 문제 등으로 전쟁의 호칭에 대해 다양한 논의와 호칭이 있다.
- 태평양 전쟁
- 십오년 전쟁
- 대동아 전쟁을 지지하는 입장